# Weingut Karlsmühle

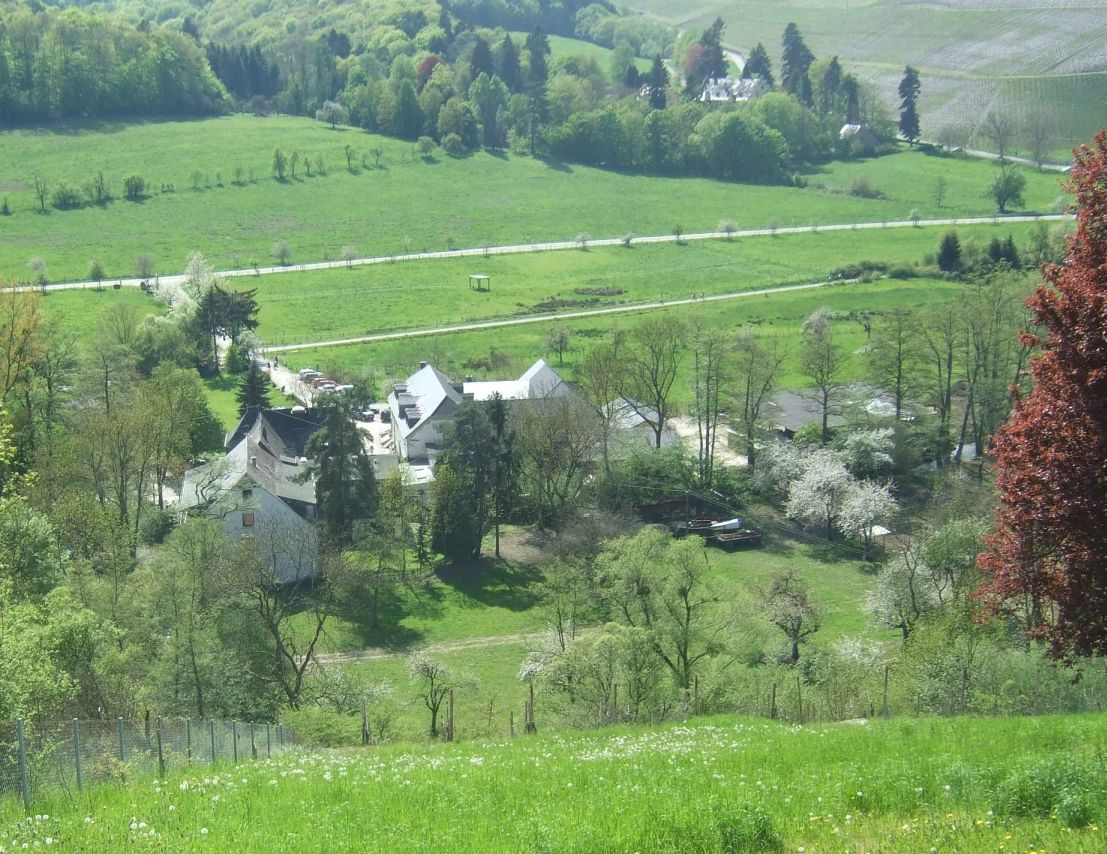
Karlsmühle

Das Weingut Karlsmühle an der Ruwer liegt in Mertesdorf/Lorenzhof in der Nähe von Trier (Rheinland-Pfalz). Es gehört zum Weinbaugebiet Mosel, „Bereich Ruwer“.
Bei der Mühle wurden Reste der ältesten römischen Gesteinsmühle nördlich der Alpen gefunden. Mühlen wurden zur damaligen Zeit von dem römischen Ingenieur Vitruv errichtet. Im Jahre 371 n. Chr. schrieb der römische Schriftsteller Ausonius in seinem Gedicht Mosella: Die Ruwer dreht in schwindelnden Wirbeln die kornzermahlenden Steine und zieht die kreischenden Sägen durch glatte Marmorblöcke. 1843 wurde ein römischer Sarkophagdeckel bei der Karlsmühle gefunden, der Brustbilder eines Paares zeigt. Zuletzt hat 1989 der schwedische Archäologe Örjan Wikander das Gelände der Karlsmühle untersucht und in der internationalen Fachzeitschrift Opuskula Romana die Karlsmühle als die bisher älteste Mühle nördlich der Alpen bezeichnet. Inzwischen muss man diese Aussage etwas einschränken auf „älteste Sägemühle nördlich der Alpen“, denn 2009 wurden an der Inde bei Düren Reste einer Getreidemühle aus dem ersten Jahrhundert n. Chr. entdeckt, siehe Wassermühle an der Inde aus dem 1. Jahrhundert.
Die Mühle kam 1325 an das Kloster Himmerod und 1457 an das Kloster St. Maximin in Trier. Nach dessen Säkularisation 1803 durch Napoleon Bonaparte kam die Mühle in Familienbesitz: Seit dieser Zeit wurde neben dem Mühlenbetrieb auch Weinbau in den Lagen Lorenzhöfer Felslay und Lorenzhöfer Mäuerchen, später auch im Kaseler Kehrnagel sowie im Kaseler Nies'chen betrieben. Der Besitz in diesen hängig bis steilen Lagen umfasst heute etwa 15 Hektar, auf denen überwiegend (90 %) Riesling, daneben auch Müller-Thurgau, Weißburgunder, Dornfelder, Spätburgunder und Elbling kultiviert werden. Besitzer ist Peter Geiben, zu dessen Weingut auch das Hotel Karlsmühle gehört. In unmittelbarer Nähe verläuft der Ruwer-Hochwald-Radweg auf der Trasse der ehemaligen Hochwaldbahn.

## Auszeichnungen
Etliche Weine des Weingutes aus den Lagen Lorenzhöfer, Kaseler Nieschen und Kaseler Kehrnagel wurden mit der Goldenen Kammerpreismünze bei der Landesprämierung für Wein und Sekt ausgezeichnet.
Zuletzt am 15. Juli 2005 wurden Riesling-Weine der Jahrgänge 2003 und 2004 aus den Lagen des Weingutes mit sechs goldenen, drei silbernen und einer bronzenen Kammerpreismünze bedacht.
Von 1989 bis 2002 wurde neun Mal der Staatsehrenpreis für Weinbau verliehen.
Für einen 2004er Lorenzhöfer Riesling Auslese vergab R. M. Parker 94 Punkte. Über einen 2002er Lorenzhöfer Riesling Eiswein schrieb R. M. Parker: extra ordinary wine.
Ein 1998er Lorenzhöfer Riesling Eiswein erhielt den Goldenen Preis der DLG.
Das Magazin Der Feinschmecker schrieb 2003: Eines der besten Weingüter Deutschlands.
Positive Bewertungen erfolgten auch durch das Magazin Gault Millau oder durch die Weinkritiker Stuart Pigott und Gerhard Eichelmann. Im Weinführer von Wein-Plus wird das Weingut mit vier von fünf Sternen ausgezeichnet. (Stand 2009)